# Добшина
Добшина (слч. Dobšiná, мађ. Dobsina) град је у Словачкој, који се налази у оквиру Кошичког краја, где је у саставу округа Рожњава.

## Географија
Добшина је смештена у источном делу државе. Главни град државе, Братислава, налази се 330 километара источно од града.
Рељеф: Добшина се развила у југоисточном делу планинског венца Татри. Насеље се у уској долини речице Хњиљец, изнад које се издижу планине Ревуцка врховина и Воловски врхови. Град је положен на приближно 470 метара надморске висине.
Клима: Клима у Добшини је умерено континентална.
Воде: Добшина се развила на омањој реци Хњиљец, у горњем делу њеног тока.

## Историја
Људска насеља на овом простору везују се још за време праисторије. Насеље под данашњим именом први пут се спомиње 1326. године, да би градска права стекло већ 1417. године. Насеље је првобитно било насељено немачким рударима Сасима. Током следећих векова град је био у саставу Угарске.
Крајем 1918. Добшина је постала део новоосноване Чехословачке. У време комунизма град је нагло индустријализован, па је дошло до наглог повећања становништва. После осамостаљења Словачке град је постао њено општинско средиште, али је дошло до привредних тешкоћа у време транзиције.

## Становништво
| Година:    | 1994. | 2004.   | 2014.    | 2024.   |
| ---------- | ----- | ------- | -------- | ------- |
| Број људи: | 4695  | 5103    | 5671     | 5169    |
| Разлика:   |       | +8,69 % | +11,13 % | -8,85 % |

| Година:    | 2023. | 2024.   |
| ---------- | ----- | ------- |
| Број људи: | 5154  | 5169    |
| Разлика:   |       | +0,29 % |

Данас Добшина има око 5.000 становника и последњих година број становника стагнира.
Етнички састав: По попису из 2001. састав је следећи:
- Словаци - 88,6%,
- Роми - 9,0%,
- Мађари - 0,6%,
- остали.

Верски састав: По попису из 2001. састав је следећи:
- римокатолици - 35,2%,
- атеисти - 33,6%,
- лутерани - 25,3%,
- гркокатолици - 0,5%,
- остали.

## Партнерски градови
- Штернберк
- Тајстунген
- Rudabánya
- Шајосентпетер Kobiór